# Kapela sv. Ivana Krstitelja na Voćarskoj cesti
Kapela sv. Ivana Krstitelja katolička je kapela koja se nalazi u zagrebačkoj četvrti Gornji Grad - Medveščak, iznad kompleksa zgrada Petrove bolnice koja pripada KBC-u Zagreb. Izgrađena 1856. godine.
Kapela je u vlasništvu Kliničkoga bolničkog centra Zagreb.

## Galerija
- Bočno pročelje